# Park Narodowy Waszlowani
Park Narodowy Waszlowani (gruz.:ვაშლოვანის ეროვნული პარკი, Waszlowanis Erownuli Parki) jest parkiem narodowym położonym w rejonie Kachetia we wschodniej Gruzji, przy granicy z Azerbejdżanem. Założony w 1935 r. jako rezerwat. W kwietniu 2003 r. obszar rezerwatu został rozszerzony do 8480 ha, a parku narodowego do 25114 ha. Obszar ten charakteryzuje się suchym, półpustynnym klimatem, przez co jest on niemal w ogóle niezamieszkany. Wysokości terenów parku wahają się w granicach 300-600 metrów n.p.m.
Na terenie parku występują takie gatunki zwierząt jak: lampart anatolijski, hiena pręgowana, niedźwiedź brunatny, wilk szary, ryś, dzik, jak również rzadkie okazy ptaków: sęp płowy, sęp kasztanowaty, ścierwnik, strepet i bocian czarny.

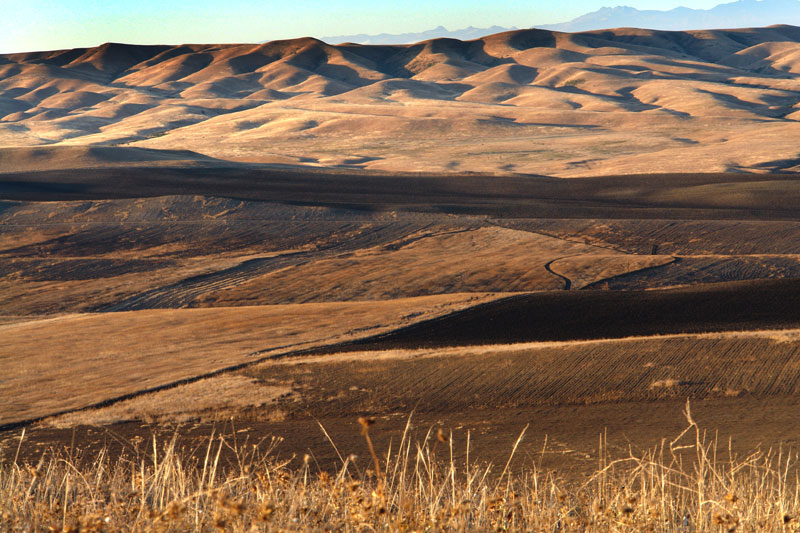
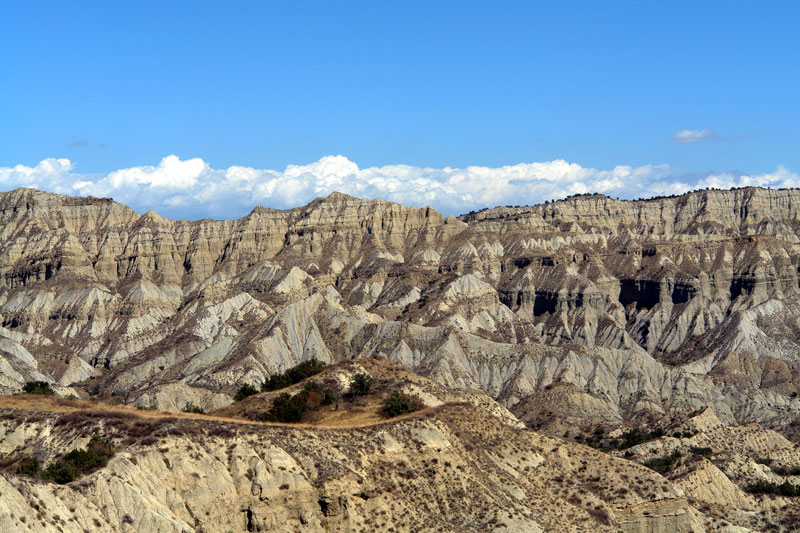
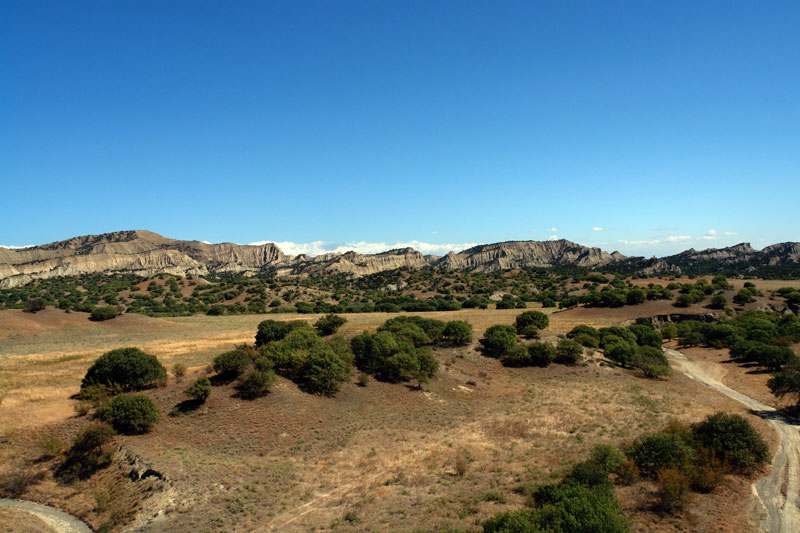